# Conrad Lauwers
Pour les articles homonymes, voir Lauwers.
Conrad Lauwers ou Coenraed Lauwers ou Coenraad Lauwers, né à Anvers en 1632 et mort en 1685 dans la même ville, est un graveur et un marchand d'estampes flamand. Il est connu comme reproducteur des œuvres des grands peintres anversois.

## Biographie

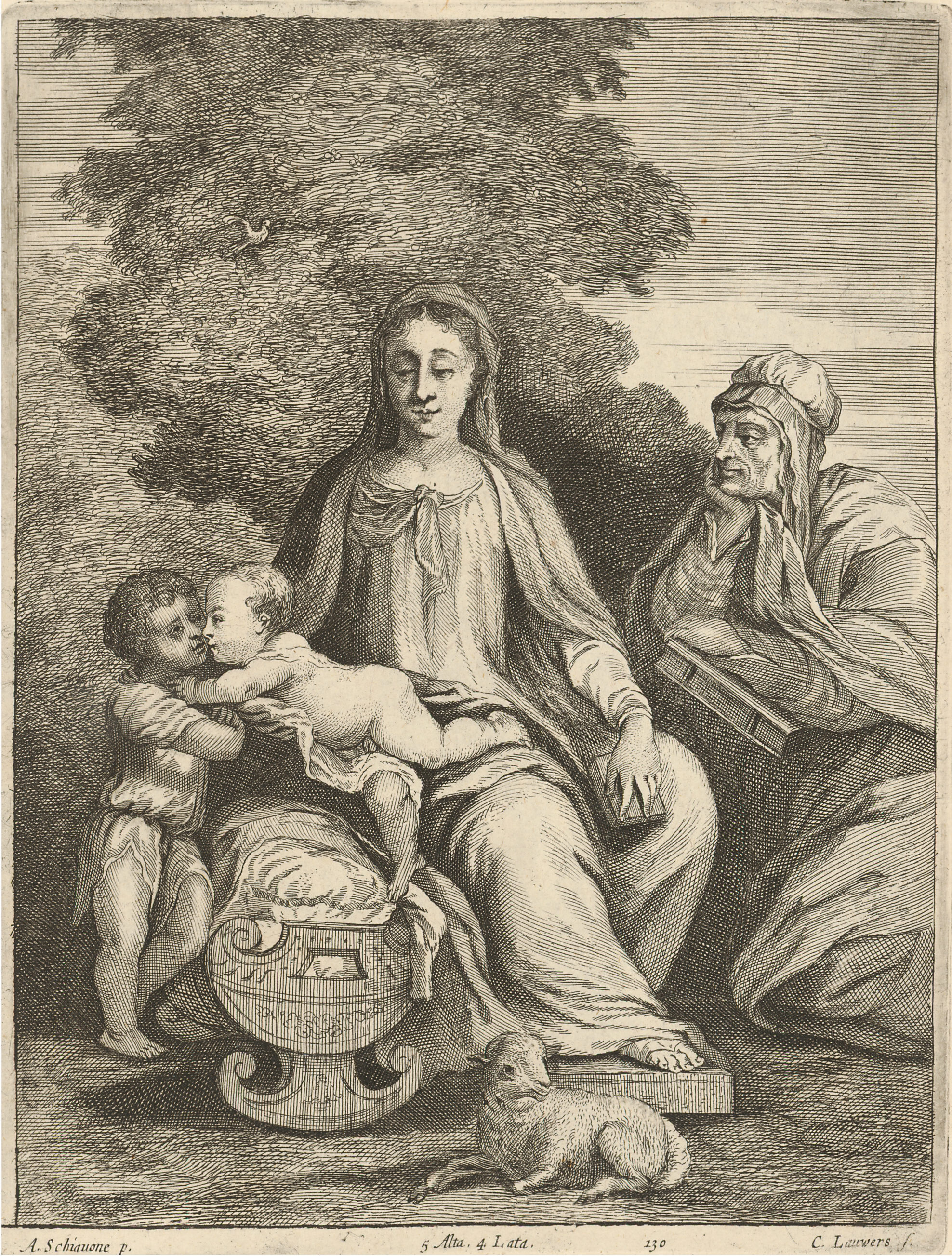
Vierge et Enfant, avec le jeune Jean-Baptiste et Sainte Anne, tirée du Teatrum pictorum.

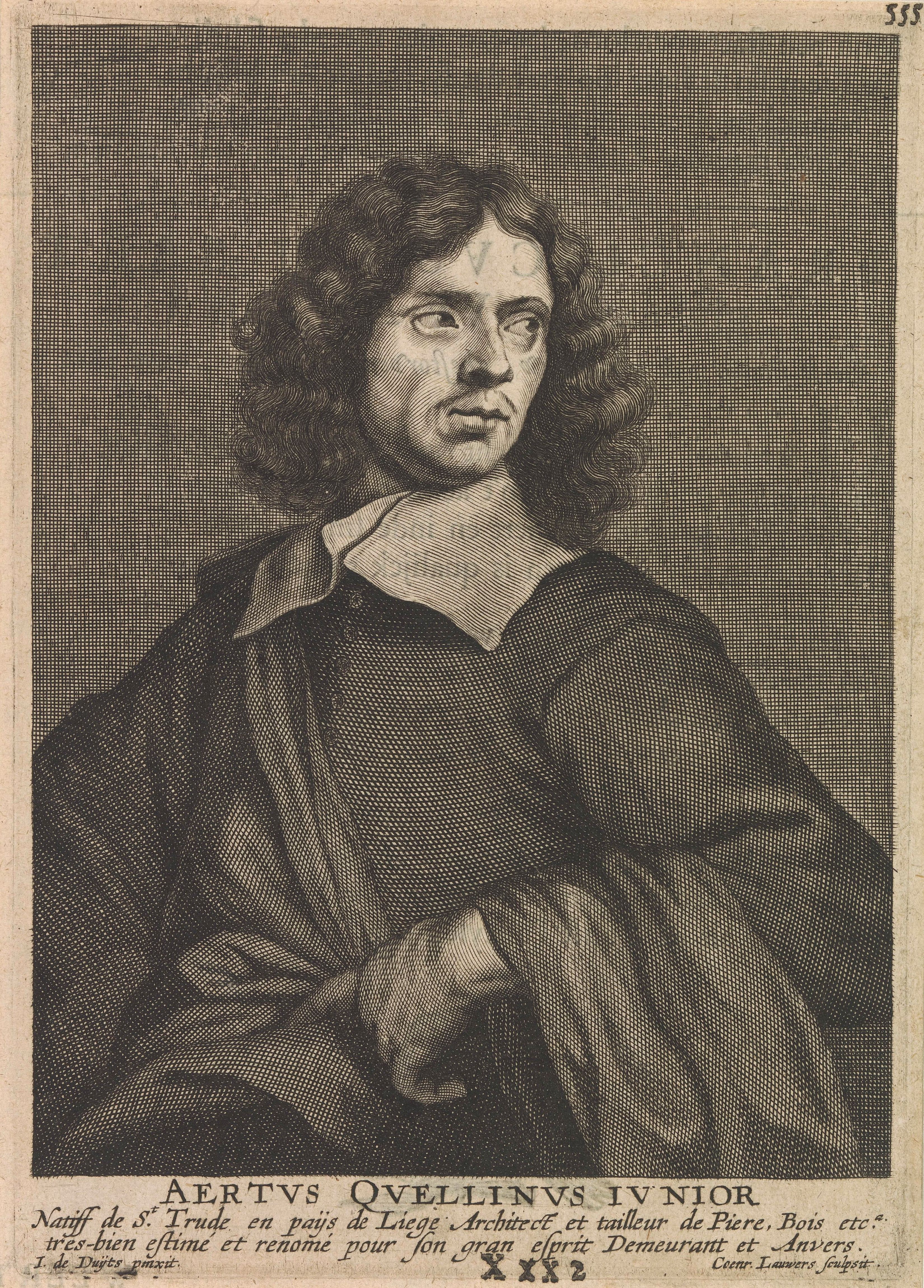
Portrait d'Artus Quellinus II, dans Het Gulden Cabinet.

Il est le fils de Nicolaes Lauwers et Maria Vermeulen et est baptisé le 20 juin 1632. Son père est également graveur et marchand d'estampes. Il se forme probablement auprès de son père et travaille dans l'atelier familial.
Selon Cornelis de Bie, il possède à Anvers une échoppe où il vend des estampes. Il devient franc-maître de la guilde de Saint-Luc en 1650 et est également membre du club Sodaliteit van de Bejaerde Jongmans, une société jésuite.
Il meurt vers 1685 à Anvers.

## Œuvre
Il est réputé pour ses gravures de reproduction d'après Pierre Paul Rubens. Il a gravé les portraits d'Artus Quellinus II, Joris van Son, Pieter van Bredael, Pieter Boel et Pieter Verbrugghen I (en) pour le dictionnaire biographique de Cornelis de Bie, Het Gulden Cabinet (1662). De Bie a inclus un court poème sur Lauwers en page 562, avec des remarques sur les voyages de celui-ci à Paris qui lui ont permis de rentrer à Anvers avec des œuvres des graveurs français François de Poilly et Robert Nanteuil, qu'il vend dans son magasin d'estampes.